# Sphex staudingeri
Sphex staudingeri là một loài côn trùng cánh màng trong họ Sphecidae, thuộc chi Sphex. Loài này được Gribodo miêu tả khoa học đầu tiên năm 1894.